# Daptomicina
La daptomicina és un antibiòtic lipopeptídic usat en el tractament d'infeccions sistèmiques i crítiques causades per bacteris grampositius. És un compost que es troba de manera natural en el bacteri sapròtrof Streptomyces roseosporus. El particular mecanisme d'acció de la daptomicina la fa útil per tractar infeccions causades per bacteris resistents a múltiples fàrmacs. Segons un estudi in vitro, la daptomicina pot ser més eficaç que la vancomicina i la teicoplanina contra Staphylococcus aureus resistent a la meticil·lina.

## Mecanisme d'acció
La daptomicina té un efecte bactericida; actua unint-se a la membrana plasmàtica del bacteri i hi produeix canvis que provoquen la mort cel·lular.